# Église protestante de Balbronn
L'église protestante de Balbronn est un monument historique situé à Balbronn, dans le département français du Bas-Rhin.

## Localisation
Ce bâtiment est situé place du Pasteur-Albert-Kieffer à Balbronn.

## Historique
L'église de Balbronn, dont la chronologie architecturale n'est pas encore clairement établie, est citée au 12e siècle.
À partir de 1687, le simultaneum a été introduit dans le village. 
L'édifice fait l'objet d'une inscription sur l'inventaire supplémentaire des monuments historiques par arrêté du 20 septembre 1990.
La cloche de 1552 a été classée au titre des monuments historiques, au titre objets, par arrêté du 21 décembre 1992.
La deuxième cloche, fondue en 1846, est de Louis Edel de Strasbourg.
Quatre visages disposés en culots de la frise d'arceaux couronnant le second niveau du clocher.
Tête d'homme en haut relief est sculptée sur le pilastre sud.
Verrière : Christ glorieux.
Verrière Frédéric Barberousse, verrière racontant l’histoire du village et évoquant l’empereur Frédéric Barberousse et la famille des Hohenstaufen.
Orgue inscrit au titre objet par arrêté du 20 décembre 1996, : 
Le buffet est de Jean André Silbermann, en allemand Johann Andreas Silbermann (1747) et l'instrument des frères Link (1908).
Monuments commémoratifs :
- Monument funéraire (monument sépulcral) du pasteur Johannes Haüss[11].
- Monument funéraire (monument sépulcral) d'Anna Maria Fasco[12].
- Monument funéraire (monument sépulcral) de Catharina Muller[13].
- Monument funéraire (monument sépulcral) d'Euphrosine von Schauwenburg[14].

Objets mobiliers :
- Chaire pastorale[15].
- Tronc[16].
- Prothèse[17].
- Bassin et aiguière de baptême[18].
- 2 aiguières de communion[19].
- Calice, patène et boîte à hostie protestants[20],[21].

## Architecture
Temple orienté nord-est est de plan allongé à nef unique se terminant par un chevet plat.
En 1907, 1908, une restauration complète de l'ancienne église fut entreprise sous la direction de l'architecte Gustave Weigend .

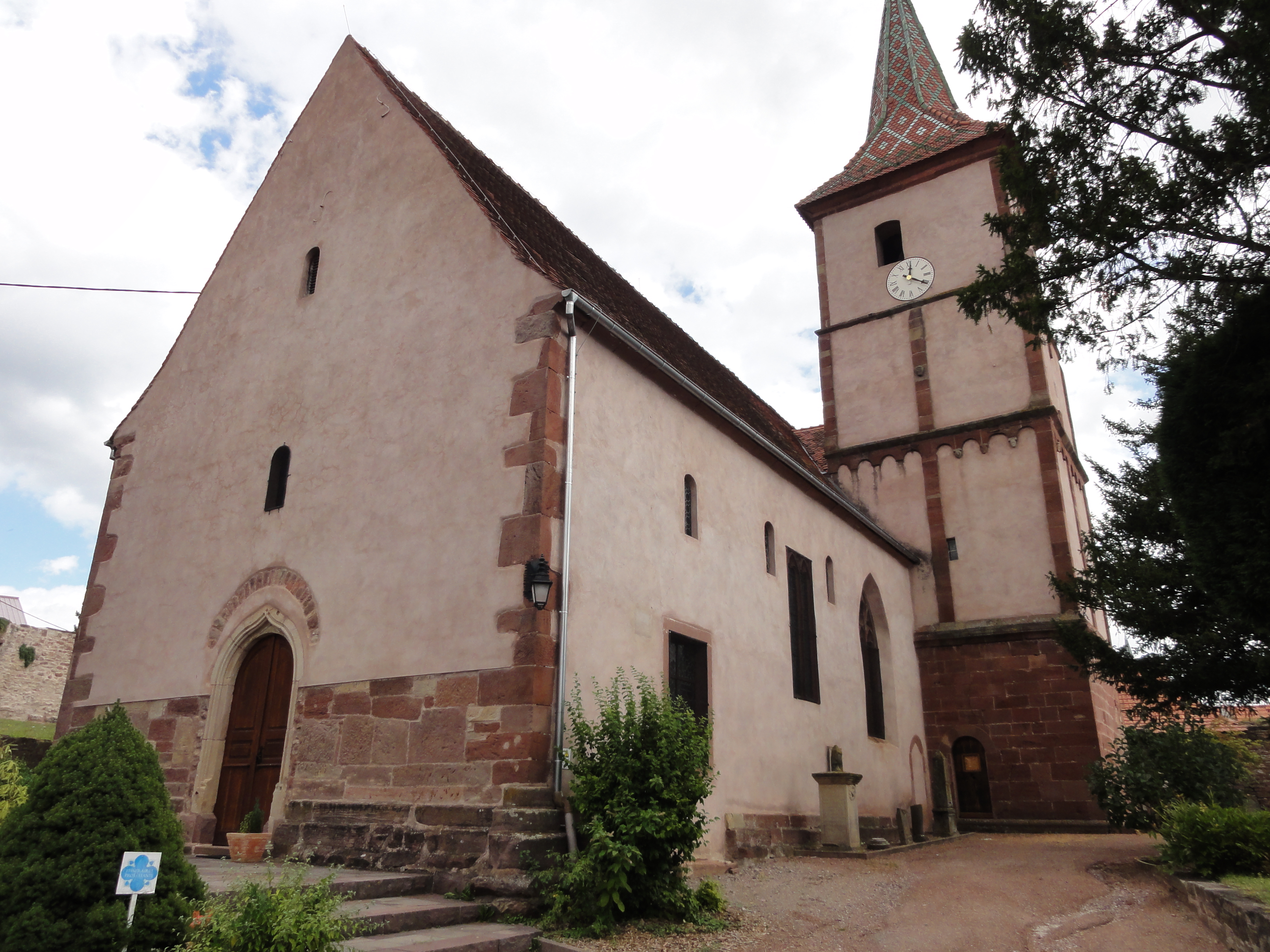
Église protestante côté entrée.
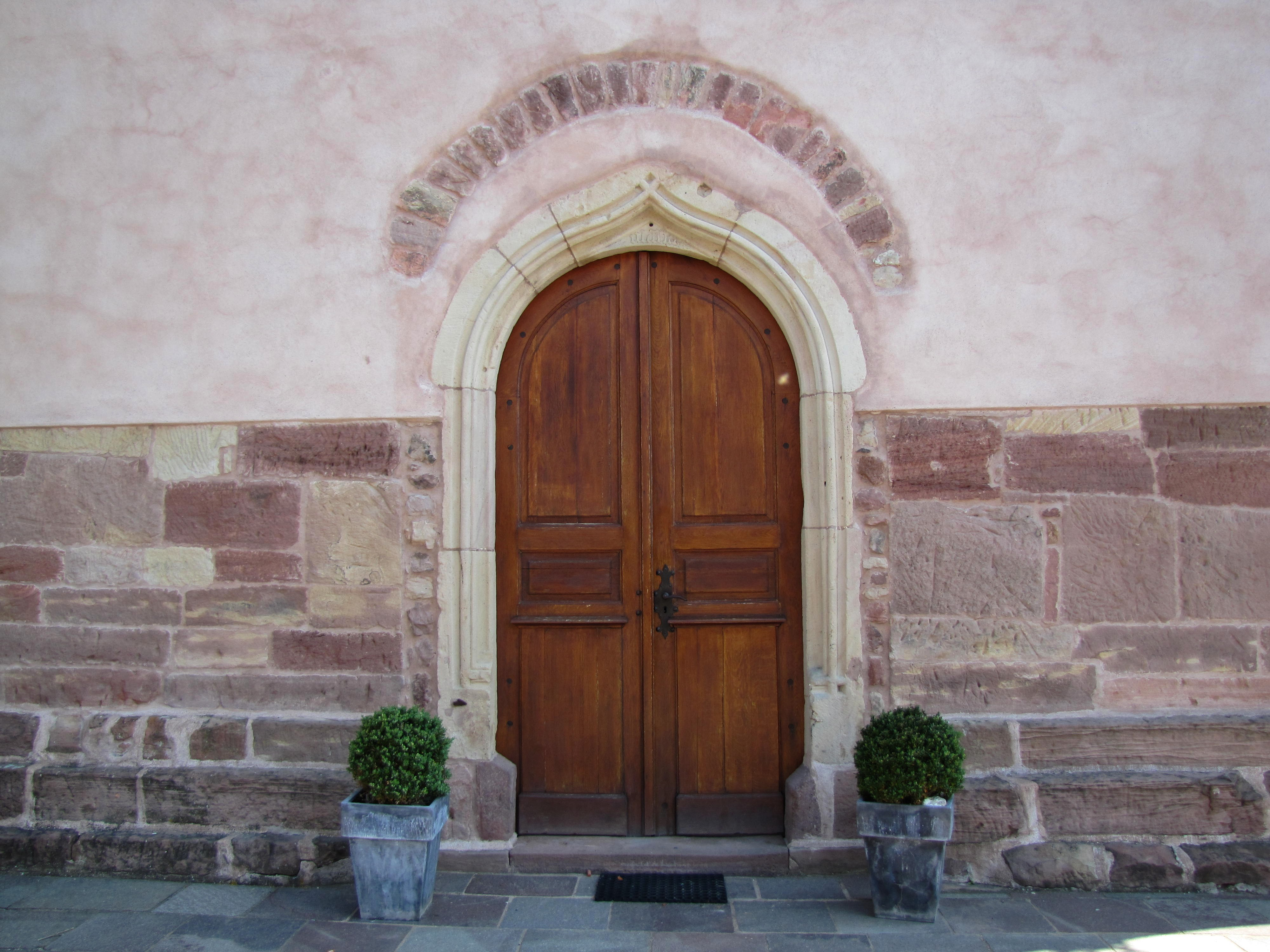
Portail d'entrée.
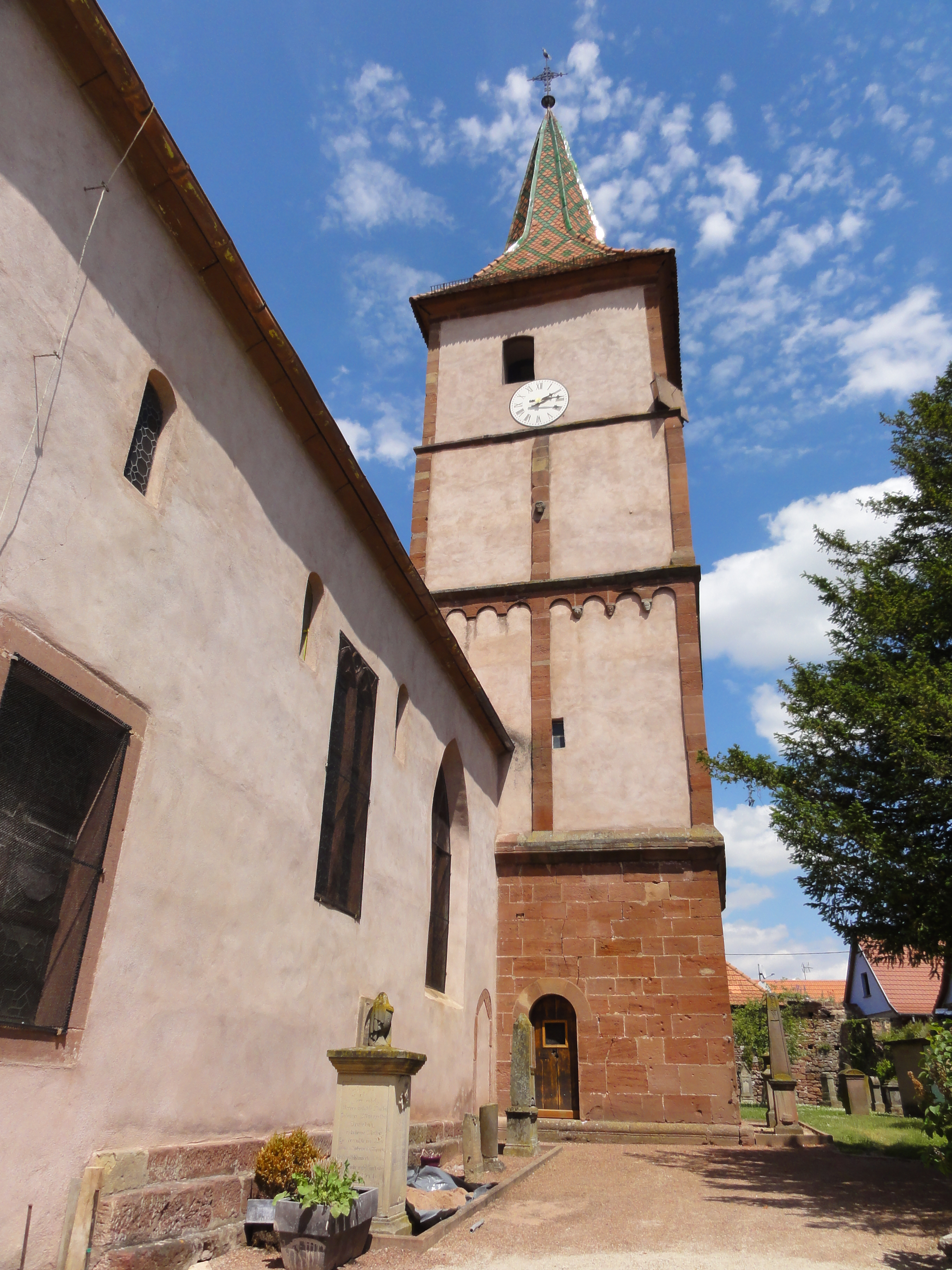
Église protestante.
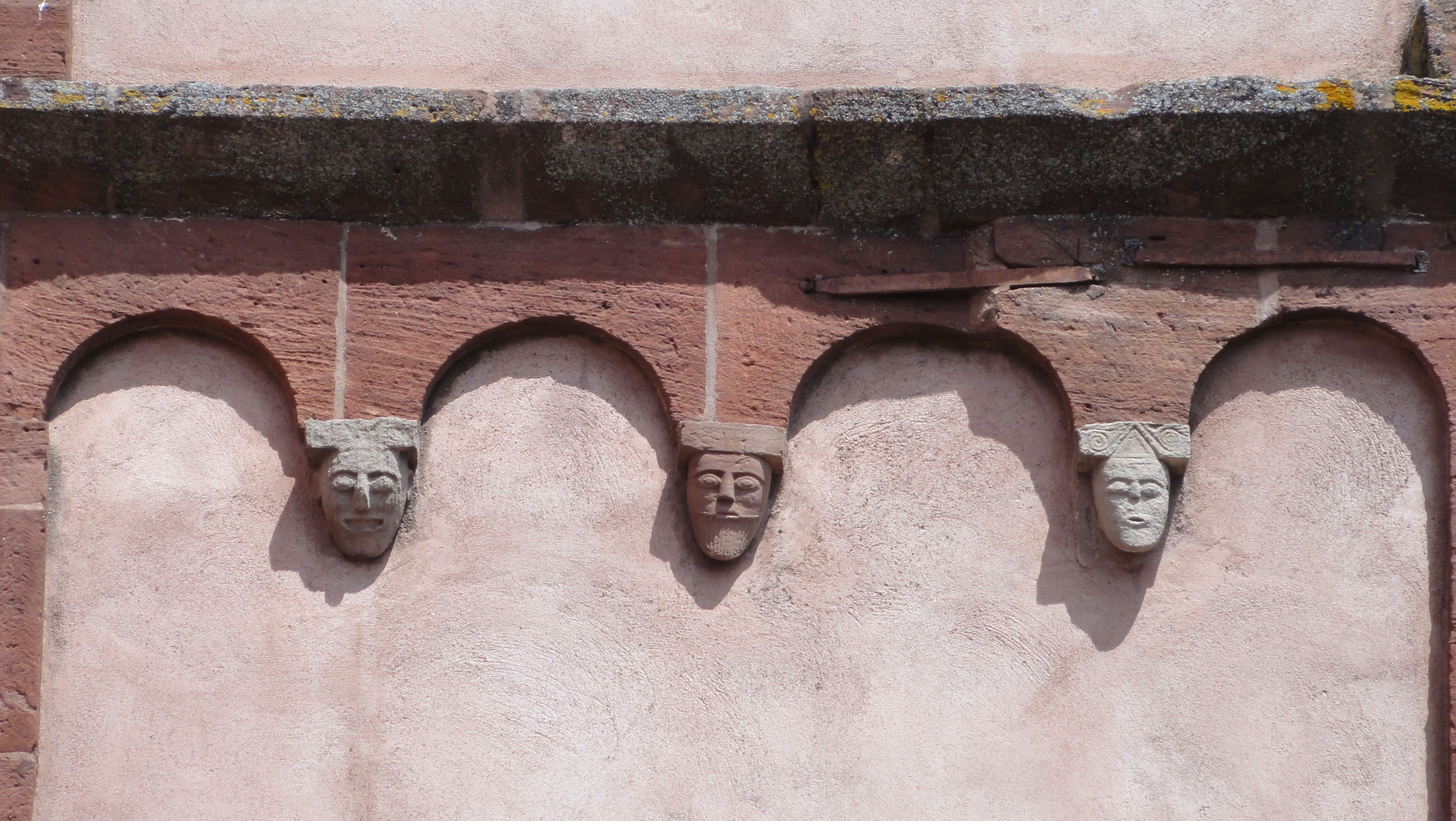
Culots romans en forme de têtes (XIIe).
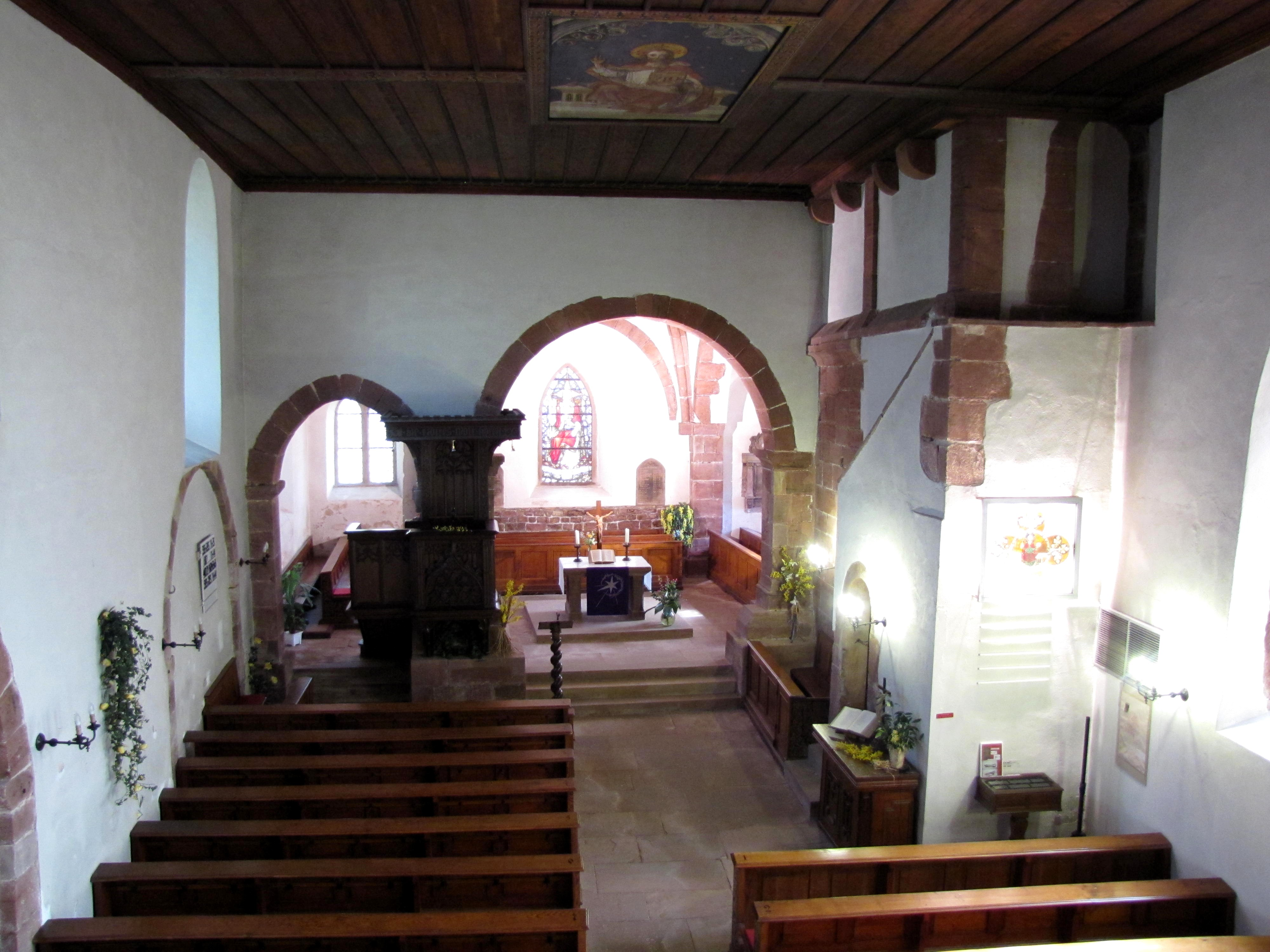
Vue intérieure de la nef vers le chœur.
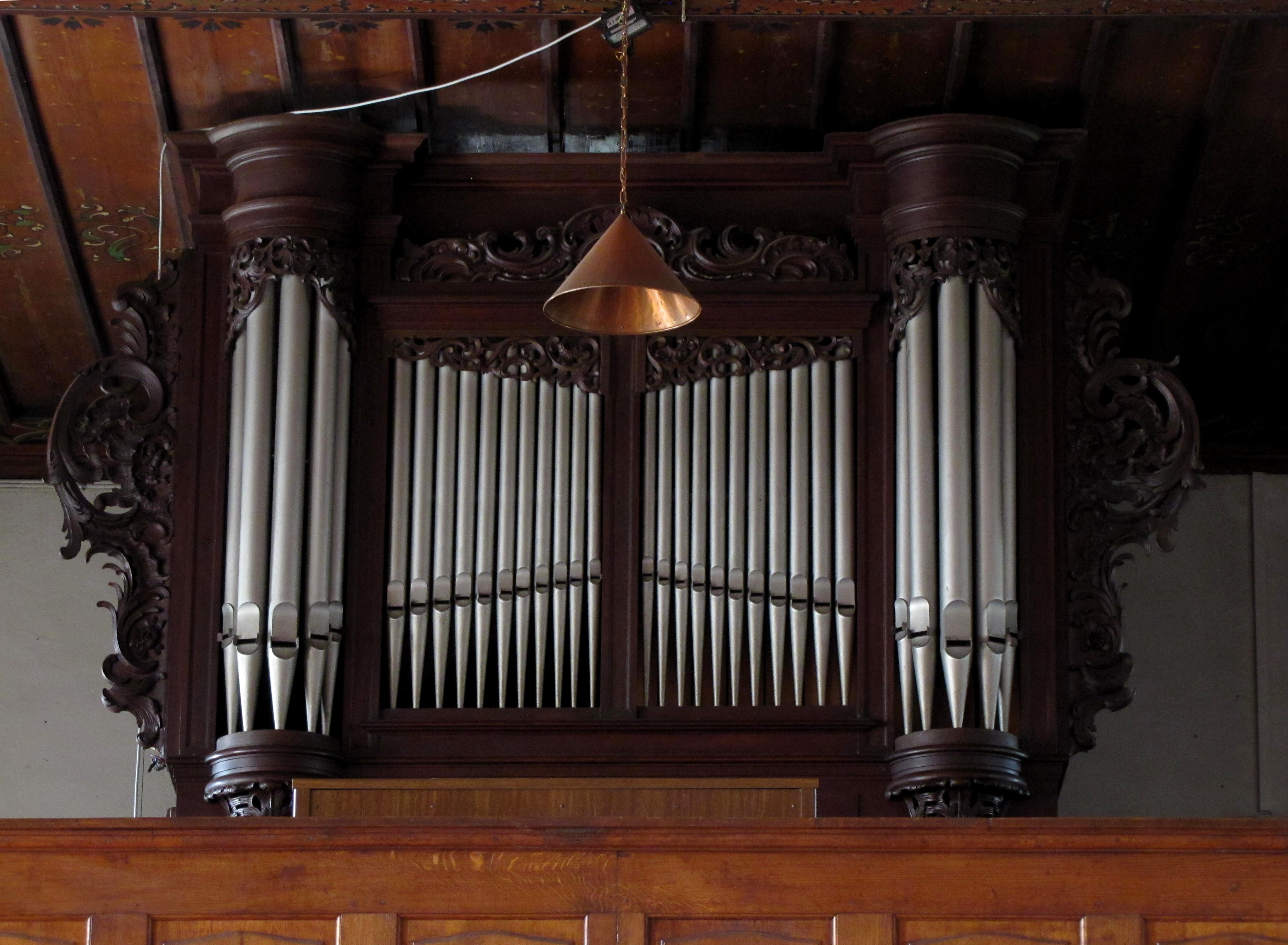
Orgue de tribune.